# Dschaʿfar Pischewari
Seyyed Dschaʿfar Pischewari (persisch سید جعفر پیشه‌وری Seyyed Dschafar Pischewari, DMG Seyyed Ǧa‘far Pīšewarī; nördliches aserbaidschanisch Seyid Cəfər Pişəvəri; * 26. August 1893 bei Chalchal, Provinz Ardabil; † 11. Juni 1947 in Baku) war ein persisch-aserbaidschanischer Politiker. Er war der Gründer und Vorsitzende der separatistischen und kommunistischen Aserbaidschanischen Volksregierung (November 1945 bis November 1946), gegründet und unterstützt von der sowjetischen Besatzungsmacht im Nordwestiran.

## Leben
Dschaʿfar Pischewari wurde in der iranischen Provinz Ardabil als Dschaʿfar Dschawādzāde geboren. Die Familie zog nach Baku, nachdem das Haus der Familie Dschawādzāde bei Stammesauseinandersetzungen zerstört worden war. Der Vater von Dschaʿfar betrieb einen Gemischtwarenladen in Baku. Nachdem Dschaʿfar seine Schulausbildung und sein Studium in Baku beendet hatte, arbeitete er als Lehrer für türkische Sprache und persische Literatur am Gymnasium von Baku. Nach der Oktoberrevolution wurde er Mitglied der kommunistischen Adalat-(Gerechtigkeits)-Partei und nahm den Namen Pischewari (Kunsthandwerker) an.

## Politische Karriere
Pischewari war ein Gründungsmitglied der Kommunistischen Partei Iran, die 1920 in Rascht gegründet wurde. Die KPI war die Vorläuferorganisation der kommunistischen Tudeh-Partei. Pischevari beteiligte sich an der Gründung der Persischen Sozialistischen Sowjetrepublik durch Mirza Kutschak Khan und seine Dschangali-Bewegung. Nach der Niederschlagung der Dschangali-Bewegung und dem Ende der Persischen Sozialistischen Sowjetrepublik besuchte Pischevari die Kommunistische Universität der Werktätigen des Ostens in Moskau. Nach dem Abschluss seines Studiums des Marxismus-Leninismus ging er zurück nach Teheran, eröffnete eine Buchhandlung und war Mitherausgeber der Gewerkschaftszeitung Haqiqat (Wahrheit).
1930 wurde er wegen der Finanzierung eines Ölarbeiterstreiks und seiner Beteiligung an der Gründung der Persischen Sozialistischen Sowjetrepublik verhaftet.
Nach dem 1941 erfolgten Einmarsch britischer und sowjetischer Truppen im Rahmen der anglo-sowjetischen Invasion des Iran wurde Pischevari aufgrund einer von Schah Mohammad Reza Pahlavi erlassenen Amnestie für alle politischen Gefangenen aus dem Gefängnis entlassen. Pischevari ging nach Täbris und gründete dort die kommunistisch orientierte Firqeh Demokrat (Demokratische Partei). Im Dezember 1945 rief Pischevari die autonome Aserbaidschanische Volksregierung aus. Die Tätigkeiten seiner Regierung wie die Aufstellung einer lokalen Miliz, Entwaffnung der iranischen Armee und Polizei, der Aufbau einer Justiz nach dem Vorbild des sowjetischen Rechtssystems, die Erhebung von Steuern, Landreformen, die Benutzung des aserbaidschanischen Türkisch als offizielle Amtssprache und der Verbot des Persischen und die Aufstellung eines alternativen Curriculum und Bildungssystems wurden von der Zentralregierung und den anderen Iranern mit großem Argwohn verfolgt.
Gemäß einer Vereinbarung zwischen dem Iran und der Sowjetunion unter dem großen Druck der USA, die Pischewaris Regierung als einen Versuch der UdSSR zur Teilung des Irans ansahen, zog die Sowjetunion ihren Schutz zurück. Die iranische Armee, die seit 1942 von der Sowjetunion aus Aserbaidschan und Kurdistan herausgehalten wurde, betrat die Provinz im November 1946. Pischevaris Regierung brach schnell zusammen, und viele der Menschen hießen die Truppen der Zentralregierung willkommen.
Im Dezember 1946 wurden Aserbaidschan und Kurdistan von der Sowjetunion evakuiert, und die iranische Regierung stellte ihre Kontrolle wieder her. Es scheint, dass Pischevaris Regierung ziemlich unbeliebt wurde, besonders in den größeren Städten, wo die Kaufleute den Kommunismus fürchteten.
Nach dem Kollaps dieses kurzlebigen Staates floh er in die Aserbaidschanische SSR und starb bei einem Autounfall 1947 in Baku. Einige behaupten, dass er vom KGB ermordet worden sei, aber dies ist bis heute nicht bewiesen.
Sein Vermächtnis ist Gegenstand von hitzigen Debatten. Während viele Iraner ihn entweder als sowjetischen Strohmann oder als Verräter ansehen, sehen ihn die aserbaidschanische Nationalisten als Nationalheld und die iranischen Linken als einen sozialistischen Revolutionären. Zweifellos wurde er von Josef Stalin und der UdSSR bei der Aufstellung seiner Regierung unterstützt.
Verfügbare Quellen zeigen, dass die Sowjetunion territoriale Bestrebungen hatte, die die persischen Provinzen Aserbaidschan, Kurdistan, Gilan, Mazandaran und Chorassan umfassten. Die Frage, was Pischewari erreichen wollte, ist immer noch Gegenstand von Diskussionen. Einige linke Gelehrte argumentieren, dass er nie vorhatte, den Iran zu spalten, sondern nach und nach das ganze Land in einen kommunistischen Staat umbauen wollte. Gelehrte auf der rechten Seite argumentieren, dass die Proklamation und Direktiven, die von ihm und seiner Regierung erlassen wurden, keinen Zweifel daran lassen, dass er vorhatte, der Aserbaidschanischen SSR und damit der Sowjetunion beizutreten.